# 旧日新館 (横手市)
旧日新館（きゅうにっしんかん）は、秋田県横手市城南町にある建築物。2020年現在も現役の個人住宅であるが、一部については公開されている。秋田県指定有形文化財で、横手市を代表する近代建築でもある。木造2階建て、280平方メートル。

## 来歴
旧日新館は、1902年（明治35年）、旧制横手中学校（現：秋田県立横手高等学校）へアメリカ人英語教師のチャールス・C・チャンプリンが赴任してきたことを機に建てられた。チャンプリンは当初、横手町内の小坂旅館に泊まっていたが日本家屋になじめず、これを受けた旅館主の小坂亀松が外国人向けの宿を新設することを企図した。建築は地元棟梁の藤村初五郎が担当したが、藤村にとって西洋建築は初めてであり、小坂によって事前に東京などに視察へ行かされている。設計には、建築に関しては素人ではあったがチャンプリンも関わり、彼の出身地である米国南部の住宅のイメージと、水準の高い日本の木造建築技術が組み合わさり、ユニークな旅館建物「日新館」が生み出されることとなった。
なお、日新館は外国人旅行者用の宿として建てられたものの、結果的には横手中学校の外国人教師の住宅に充てられることとなり、以後5人のアメリカ人英語教師が入れ替わりで居住した後、6人目の横手中学校英語教師であったマルチン・M・スマイザーが1933年（昭和8年）の退職後に小坂から土地ごと建物を購入して自宅とした。その後、日米関係の悪化と太平洋戦争の開始により、スマイザーの教え子だった弁護士が彼の身を案じ、土地を含めた旧日新館を自分の死後に日本人へ相続させる旨の遺言を作成させ、1955年（昭和30年）にスマイザーが80歳で死去した後は、その通りに彼の手伝いをしていた女性の鶴岡タカに譲られた。
その後、タカは相続した旧日新館にて裁縫学校の横手和洋裁学院を開き、1963年（昭和38年）にタカが死去すると姪の鶴岡功子に引き継がれた。1974年（昭和49年）、功子は生徒数減少などを理由に横手和洋裁学院を廃止し、建物の処分も検討したが、その価値を評価した横手市職員の働きによって旧日新館は1984年（昭和59年）3月10日に秋田県指定有形文化財に指定され、翌年には保存修理工事が施された。現在も旧日新館の一部は鶴岡家が住居として使用しており、残りの部分は無料公開されているが、建物を次世代へ継承することが課題であるという。

## 公開時間・アクセス
- 公開時間：水曜日 9:00 - 16:00
- 交通アクセス[6]
  - 東日本旅客鉄道（JR東日本） 奥羽本線・北上線 横手駅からバスで10分、郵便局前バス停から徒歩で10分
  - 秋田自動車道・東北中央自動車道 横手ICから車で10分